# Municipio de Sanarate
Municipio de Sanarate är en kommun i Guatemala.   Den ligger i departementet Departamento de El Progreso, i den centrala delen av landet, 40 km öster om huvudstaden Guatemala City.